# Wayne Sandilands
Wayne Sandilands (Benoni, 23 agosto 1983) è un allenatore di calcio ed ex calciatore sudafricano di ruolo portiere, preparatore dei portieri del Simba.

## Palmarès

### Club

#### Competizioni nazionali
- Campionato sudafricano: 2
- Mamelodi: 2013-2014, 2015-2016
- Nedbank Cup: 1
- Mamelodi: 2014-2015
- Telkom Knockout: 1
- Mamelodi: 2015

#### Competizioni internazionali
- CAF Champions League: 1
- Mamelodi: 2016